# 명예신탁
명예신탁은 기념물 건축, 묘지 관리나 애왼동물의 양육 등의 목적으로 설립되는 영미법상의 신탁으로 수혜자가 죽은 사람이거나 동물로 자연인인 수증자가 존재하지 않으므로 법적으로 강제할 수가 없다. 법원은 신탁인이 자신의 임무를 완수할 의사가 있는 내에서 명예신탁을 강제하고 있다. 특별법이 없는 한 명예신탁은 영구구속금지의 원칙에 의해 무효이다. 공익신탁과 다른 점은 공익신탁이 동물의 복지와 보호라는 포괄적인 목적에 의해 설립될 수 있다면 명예신탁은 특정 동물에 대해서 설립되는 점에서 차이가 있다.

## 참고 문헌
- 명순구, 현대미국신탁법, 세창출판사, 2005 ISBN 9788984111240
- 임채웅 역, 미국신탁법 : 유언과 신탁에 대한 새로운 이해, 박영사, 2011  ISBN 9788964546284

## 같이 보기
- 신탁